# Podjałówka (Jałówka)
Podjałówka – kolonia wsi Jałówka w Polsce, położona w województwie podlaskim, w powiecie sokólskim, w gminie Sokółka.
W latach 1975–1998 Podjałówka administracyjnie należała do województwa białostockiego.
Wierni kościoła rzymskokatolickiego należą do parafii Najświętszego Serca Pana Jezusa w Rozedrance Starej.